# نانتو (توياما)
مدينة نانتو (بالإنجليزية: Nanto)‏ هي أحد المدن التابعة لمحافظة توياما. تأسست رسميًا في 01/11/2004. ويقدر عدد سكانها بـ 57061 نسمة حسب تقدير مكتب الإحصاء الياباني لعام 2012. تبلغ مساحة نانتو 668.86 كم2. بكثافة سكانية تبلغ 85.3 نسمة/كم2.

## روابط خارجية
- الموقع الرسمي لمدينة نانتو
- مكتب الإحصاءات البريطاني